# 이산문학상
이산문학상(怡山文學賞)은 시인 이산(怡山) 김광섭(金珖燮)의 문학적 업적과 그 정신을 기리기 위해 제정된 문학상이다. 김광섭의 딸이자 작가인 김진옥(金眞玉)이 기금을 조성하고 '이산문학상 운영위원회'로부터 문학과지성사가 그 관리와 운용을 위탁받아 1989년부터 시행해 왔다.
제1회부터 제4회까지는 시와 소설 두 부분에 걸쳐 시상되었고, 1993년 5회부터는 시와 소설의 구분 없이 당선작 한 편을 선정했다. 2007년 19회 시상 이후 중단되었다.

## 역대 수상자
| 연도 | 회수 | 수상작가      | 수상작                         | 장르 |
| ---- | ---- | ------------- | ------------------------------ | ---- |
| 1989 | 1회  | 백무산        | 만국의 노동자여                | 시   |
| 1989 | 1회  | 유순하        | 생성                           | 소설 |
| 1990 | 2회  | 신경림·최승호 | 길·세속도시의 즐거움           | 시   |
| 1990 | 2회  | 이청준        | 자유의 문                      | 소설 |
| 1991 | 3회  | 황동규        | 몰운대행(行)                   | 시   |
| 1991 | 3회  | 박완서        | 미망(未忘)                     | 소설 |
| 1992 | 4회  | 정현종        | 한 꽃송이                      | 시   |
| 1992 | 4회  | 홍성원        | 먼동                           | 소설 |
| 1993 | 5회  | 김지하        | 결정본 김지하 시전집           | 시   |
| 1994 | 6회  | 최인훈        | 화두                           | 소설 |
| 1995 | 7회  | 오규원        | 길, 골목, 호텔 그리고 강물소리 | 시   |
| 1996 | 8회  | 김주영        | 화척(禾尺)                     | 소설 |
| 1997 | 9회  | 마종기        | 이슬의 눈                      | 시   |
| 1998 | 10회 | 김원일        | 불의 제전                      | 소설 |
| 1999 | 11회 | 최하림        | 굴참나무숲에서 아이들이 온다   | 시   |
| 2000 | 12회 | 황석영        | 오래된 정원                    | 소설 |
| 2001 | 13회 | 김명인        | 길의 침묵                      | 시   |
| 2002 | 14회 | 서정인        | 용병대장                       | 소설 |
| 2003 | 15회 | 허만하        | 물은 목마름 쪽으로 흐른다      | 시   |
| 2004 | 16회 | 김영하        | 오빠가 돌아왔다                | 소설 |
| 2005 | 17회 | 나희덕        | 사라진 손바닥                  | 시   |
| 2006 | 18회 | 은희경        | 비밀과 거짓말                  | 소설 |
| 2007 | 19회 | 김광규        | 시간의 부드러운 손             | 시   |